# Shandong Yongsheng Rubber Group
Shandong Yongsheng Rubber Group Co., Ltd. (山东永盛橡胶集团有限公司S) è una azienda cinese che ha sede a Dongying, nella provincia dello Shandong.
L'azienda è stata fondata nel 1996 e comprende i settori ricerca e sviluppo, produzione e vendita. I prodotti di punta dell'azienda sono i marchi di pneumatici Doupro, Roadance, Roadmax, Rockstone, Rotalla e Tracmax.
Il gruppo possiede un'ampia rete di vendita e assistenza nel paese e ha ottenuto il diritto di importare ed esportare prodotti nel 2001; i prodotti vengono venduti in Medio Oriente, Sud-est asiatico, Africa e Europa.
Al 2025 produce 26 milioni di pneumatici radiali all'anno.